# Polyendokrine Autoimmunerkrankungen
Polyendokrine Autoimmunerkrankungen (Syn.: polyendokrine Autoimmunsyndrome, polyglanduläre Autoimmunsyndrome) sind eine heterogene Gruppe von seltenen Krankheiten, welche sich durch Immunreaktionen gegen ein oder mehrere endokrine Organe auszeichnen. Nicht-endokrine Organe können aber auch betroffen sein.

## APECED
APECED – die Abkürzung für die Symptomgruppe Autoimmune Polyendocrinopathy-Candidiasis-Ectodermal Dystrophy – ist eine sehr seltene, vor allem in Finnland vorkommende Autoimmunkrankheit. Das besondere an ihr ist, dass sie als einzige bislang bekannte Autoimmunkrankheit monogenetisch vererbt wird; das heißt, dass nur ein Gen für APECED verantwortlich, während bei anderen Krankheiten des Immunsystems wie zum Beispiel Diabetes mellitus Typ I verschiedene genetische Faktoren mitspielen. APECED folgt in seiner Vererbung daher streng den mendelschen Gesetzen. APECED wird,  bis auf seltene Ausnahmen,  rezessiv vererbt. Auf Grund der monogenetischen Vererbung ist APECED ein in Tierversuchen für die Untersuchung von Autoimmunkrankheiten häufig gewähltes Modell.
Alle APECED-Patienten haben einen Defekt im Gen, welches das AIRE-Protein codiert. Dieses ist ein Transkriptionsfaktor, welcher im Thymus, in der Bauchspeicheldrüse und in der Nebennierenrinde exprimiert wird. AIRE ist dafür verantwortlich, dass Thymus-fremde Selbstantigene von Thymus-Stromazellen exprimiert werden; die T-Zellen können dann anhand dieser Selbstantigene „lernen“, auf welche Antigene sie außerhalb des Thymus nicht reagieren sollten. Die Patienten mit APECED leiden unter mehrfachen Störungen des endokrinen Hormonsystems, chronischer mukokutanen Candidiasis (eine Pilzinfektion) und ektodermaler Dystrophie.
Molekulargenetiker haben festgestellt, dass die Mutation vor rund 50 bis 60 Generationen entstanden ist. Die Krankheit gibt es also seit etwa 1000 bis 1500 Jahren.

## Schmidt-Syndrom
Das Schmidt-Syndrom ist polygenisch vererbt. Die Erkrankungswahrscheinlichkeit korreliert mit gewissen MHC-Genotypen, nämlich DQ2, DQ8 und DRB1*0404.
Symptome sind die
- Addison-Krankheit
- Hypothyreose
- Diabetes mellitus Typ 1

und seltener
- Hypogonadismus
- Vitiligo

## XPID
Das Kürzel steht für X-linked polyendocrinopathy, immunodeficiency and diarrhea syndrome und ist die schwerste und seltenste Form der polyendokrinen Autoimmunkrankheiten. Offenbar monogenisch; Ursache ist Mutation auf dem FOXP3-Gen, welches auf dem X-Chromosom liegt und das für das Forkhead-Box-Protein P3 codiert.
Die meisten Patienten entwickeln Diabetes und Durchfall bereits als Neugeborene und viele sterben wegen Autoimmunreaktionen gegen viele Organe des Körpers. Knaben sind von XPID betroffen, während Mädchen Träger eines defekten FOXP3 sind und nur eine milde Erkrankung erleiden – wegen Kodominanz des defekten FOXP3 der Mutter und des normalen Allels des Vaters.